# Estació de les Tres Torres
Les Tres Torres és una estació ferroviària de la línia de metro L6 i de les línies suburbanes S1 i S2 de Ferrocarrils de la Generalitat de Catalunya (FGC) a la línia Barcelona-Vallès. Està situada al districte de Sarrià - Sant Gervasi de Barcelona.
L'antic baixador en superfície es posà en servei l'any 1906, tot i que el tren ja hi passava des de 1863, i servia com a punt d'enllaç amb l'antic tramvia del carrer Anglí. En aquell moment se l'anomenava Enllaç perquè connectava amb el tramvia d'Estació de Peu del Funicular. La zona estava molt poc urbanitzada amb només tres xalets a l'entorn. El baixador va agafar volada al 1919, quan es va suprimir el servei directe que hi havia entre el carrer Granados de Sarrià i la plaça Catalunya, i llavors els viatgers del tramvia del carrer Anglí es veien obligats a fer transbord en aquesta estació. L'empresa Ferrocarril de Sarrià a Barcelona (FSB) va inaugurar la nova estació subterrània el 1952, ja que s'estava soterrant la línia des de l'estació de Muntaner. Aquesta estació és la que es conserva actualment, i té la particularitat que, com es troba a molt poca profunditat, disposa d'accessos independents per cada andana. Així, no hi ha comunicació entre elles i, si es vol canviar d'andana, s'ha de sortir al carrer. Cada accés compta amb escales fixes, un ascensor i les màquines validadores i de venda de bitllets. El 2003 es van perllongar les andanes de l'estació pel costat Sarrià de 60 a 75 metres de longitud, si bé el tram prolongat té una amplada inferior. Això permet l'estacionament de trens de quatre cotxes.
L'any 2016 va registrar l'entrada de 1.058.325 passatgers.

## Serveis ferroviaris
| Línia Barcelona-Vallès de FGC |             |                        |        |                         |
| Procedència/Destinació        | <           | Línia                  | >      | Procedència/Destinació  |
| Barcelona - Pl. Catalunya     | La Bonanova |                        | Sarrià | Sarrià                  |
| Barcelona - Pl. Catalunya     | La Bonanova |                        | Sarrià | Terrassa Nacions Unides |
| Barcelona - Pl. Catalunya     | La Bonanova | Sabadell Parc del Nord | Sarrià |                         |

## Accessos
- Via Augusta - carrer Calatrava (banda muntanya) per accedir a l'andana dels trens direcció Sarrià
- Via Augusta - carrer Àngel Guimerà (banda mar) per accedir a l'andana dels trens direcció Pl. Catalunya